# Luis Mendizábal
Luis Alberto Mendizábal Barrutia es un ciudadano guatemalteco que ha participado en varios casos de gran impacto en Guatemala, incluyendo los intentos de golpe de Estado contra el gobierno del licenciado Marco Vinicio Cerezo Arévalo en 1988 y 1989, la red Moreno de contrabando en 1996, el video de Rodrigo Rosenberg en 2009 y la red de contrabando en las aduanas en 2015.  Mendizábal es propietario de la Boutique «Emilio» ubicada en la zona 10 de la Ciudad de Guatemala, la que -de acuerdo con las investigaciones de la Comisión Internacional Contra la Impunidad en Guatemala- funcionó como centro de operaciones para muchos de los casos mencionados.  El comerciante y miembro de la comunidad de inteligencia es una figura que aparece en momentos coyunturales de la historia de Guatemala desde el gobierno de Fernando Romeo Lucas García.
En mayo de 2015 la Interpol dictó una orden de captura internacional en su contra por su participación en el caso de defraudación aduanera expuesto por la CICIG.

## Reseña biográfica
En la década de 1970 junto con Álvaro Colom fundaron una maquila que administraron durante ocho años y luego abrió la boutique Emilio, la cual se dedicaba a vender trajes de moda a los empresarios y políticos guatemaltecos.
Luis Canella Gutiérrez, un empresario miembro del Comité Coordinador de Asociaciones Agrícolas, Comerciales, Industriales y Financieras (CACIF) que fue asesinado por la guerrilla en 1977, fue quien introdujo a Mendizábal al mundo de la inteligencia, sirviendo varias veces de enlace entre víctimas de secuestro y fuerzas de seguridad.
En su boutique Emilio se formó el partido salvadoreño de extrema derecha ARENA y también protegió a los miembros de ese partido cuando éstos e refugiaron en Guatemala eludiendo la justicia de su país, en ese entonces bajo el gobierno democristiano de José Napoleón Duarte, a principios de la década de 1980, y que estaban supuestamente vinculados a escuadrones de la muerte en El Salvador. Incluso, habría ofrecido las instalaciones de la Boutique Emilio para reuniones de escuadrones de la muerte del Movimiento de Liberación Nacional (MLN}, en tiempos de la represión política Su vínculo con ese partido le valió para estrechar contactos con sectores de la inteligencia militar, con los cuales trabajó.

### Intentos de golpe de Estado contra Vinicio Cerezo
Durante su administración, el presidente Marco Vinicio Cerezo Arévalo echó a andar una reforma fiscal que aumentaba la carga tributaria del 6 al 11 % lo que hizo que los sectores empresariales y militares encontraran entonces un enemigo común en él. Las maniobras de desestabilización se multiplicaron en contra de un gobierno ya debilitado por los escándalos de corrupción y los problemas económicos del país. El primer intento de golpe de Estado ocurrió en 1988, y el segundo en 1989, justo después de un paro patronal de ocho días.
En este último intento, se vieron movimientos de tropa desde bases del interior del país pero las asonadas fracasaron; al investigar los orígenes del complot, se descubrió  que Luis Mendizábal, quien ya se había refugiado en El Salvador era uno de los autores intelectuales. Así también los investigadors encontraron un video en las instalaciones del Canal 3 de televisión en el que Mario David García Velásquez, portando el pañuelo de los rebeldes, anunciaba el éxito del golpe de Estado.
Esta sería la primera vez en que Luis Mendizábal y el periodista de extrema derecha García Velásquez participaban en una operación de desestabilización.

### Asesinato del obispo Gerardi

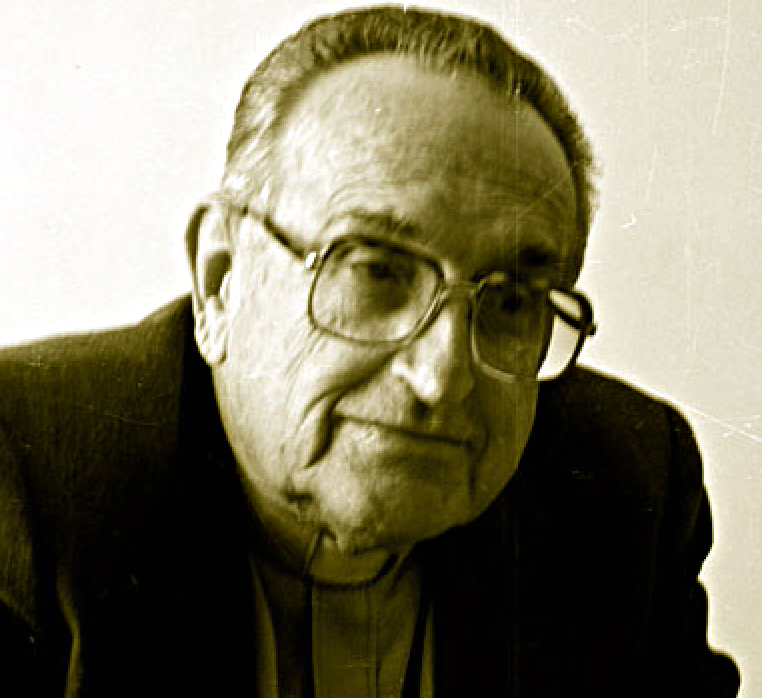
Obispo guatemalteco Juan Gerardi y Conedera.

Durante el gobierno de Álvaro Arzú, Mendizábal fue asesor presidencial, y allí conoció al general Marco Tulio Espinosa Contreras, el oficial -quien ocupó los más altos cargos militares en ese gobierno ya que fue Jefe de Estado Mayor Presidencial, Jefe de Estado Mayor de la Defensa y Ministro de la Defensa-. Junto con Espinosa Contreras, Mendizábal organizó e integró la llamada «Oficinita», una estructura paralela de la Presidencia de Arzú, que servía de enlace con el Ministerio Público y la inteligencia militar. Mendizábal también participó en el Comando Antisecuestros creado por Espinosa Contreras, grupo seriamente cuestionado por violaciones a los derechos humanos.
Con el asesinato del obispo Juan Gerardi existió una teoría del equipo de la Oficina de Derechos Humanos del Arzobispado de Guatemala (ODHAG) que atribuyó la autoría intelectual del crimen Luis Mendizábal. De acuerdo a la ODHAG, una banda de saqueadores de iglesias con sede en Valle del Sol habría decidido eliminar a Gerardi. En la banda del Valle del Sol estaba implicada Ana Lucía Escobar, una empleada del canciller de la curia, monseñor Efraín Hernández.
Durante la investigación y el juicio a los militares, el periodista Mario David García Velásquez atacó sin tregua al equipo de la ODHAG, y su programa radial Hablando Claro, sirvió de altavoz a las hipótesis fabricadas por «La Oficinita».

### Director general de migración
Mendizábal fue director de Migración durante el gobierno de Alfonso Portillo, cargo que dejó en medio de serias acusaciones de corrupción ya que la dirección de Migración ha sido una institución señalada varias veces de estar infiltrada por la inteligencia militar y el crimen organizado. También asesoró en seguridad de los gobiernos de Berger y Colom. 

### Caso Rosenberg

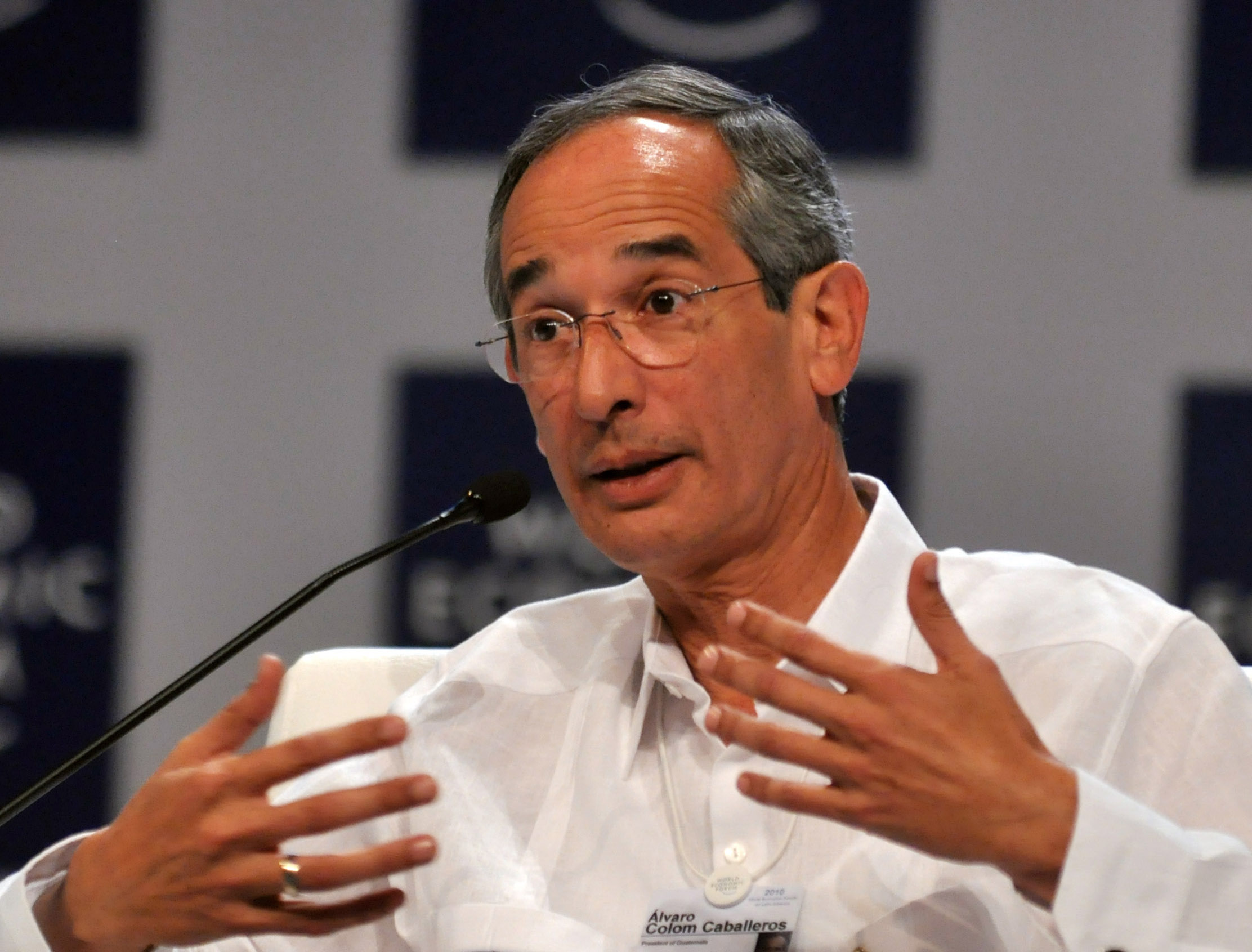
Álvaro Colom, presidente de Guatemala de 2008 a 2012.

Cuando Álvaro Colom accedió a la Presidencia en 2008, Mendizábal se le acercó de nuevo y se convirtió en asesor de su equipo de inteligencia. Por medio de Carlos Quintanilla, director de la Secretaría de Asuntos Administrativos y de Seguridad de la Presidencia (SAAS), Mendizábal tenía abiertas las puertas de Casa presidencial. Quintanilla, tras haber sido el hombre de confianza de Colom en materia de seguridad, fue despedido cuando se descubrió que en el despacho del Presidente había micrófonos ocultos, supuestamente colocados por Mendizábal.
El 12 de mayo de 2009, como un reguero de pólvora, dio la vuelta al mundo un video en el que el abogado recién asesinado Rodrigo Rosenberg acusaba al presidente Álvaro Colom de haberle quitado la vida. Fue un día de gran ansiedad y pesimismo para el Presidente, pero ese estado le duró hasta que esa misma tarde descubrió que detrás de la grabación y difusión del video estaban Mario David García Velásquez y Luis Mendizábal.
La versión de Mendizábal sobre su participación era que él tenía que repartir el video porque era  una misión encomendada por su amigo Rodrigo, quien, enfrentado al poder sin límites del Estado, presentía su asesinato.   Sin embargo, el expresidente Álvaro Colom tiene otra explicación y sugiere  que todo se debe a la frustración de Mendizábal por haber perdido el negocio de los pasaportes. El gobierno de Colom retiró la fabricación de los pasaportes a la empresa La Luz, cuyo abogado era Rosenberg, para dársela a Easy Marketing, propiedad de Gregorio Valdez.

### Caso de La Línea y Bufetes de la Impunidad
El 8 de mayo de 2015, Iván Velásquez –jefe de la Comisión Internacional contra la Impunidad en Guatemala (CICIG)– dio detalles junto al Ministerio Público guatemalteco de cómo los cabecillas de la estructura «La Línea» contactaron a un bufete de abogados –al que llamó «bufete de la impunidad»– para que tramitaran medidas sustitutivas con la jueza Marta Sierra de Stalling a través de sus contactos.  Velásquez explicó con detalles cómo lograron establecer que Francisco Javier Ortiz –alias «Teniente Jerez»– se contactó con Luis Mendizábal para comenzar a buscar el dinero y a los abogados que tramitarían las acciones para dejarlos en libertad.
El bufete era dirigido por el abogado José Arturo Morales Rodríguez –alias «Chepito»– quien fue capturado el 8 de mayo junto con dos de sus colaboradores.  Velásquez informó que habló con el presidente Otto Pérez Molina para pedirle que como jefe de Estado realice las acciones necesarias para lograr la restauración de un ente de justicia autónomo. Finalmente, por dictar resoluciones contrarias a la ley y supuestamente haber recibido soborno, la CICIG en conjunto con el MP presentaron una solicitud de antejuicio contra la jueza Octava de Instancia Penal, Marta Sierra de Stalling, señalada por cohecho pasivo y prevaricato.

### Orden de prisión internacional en su contra
El 18 de mayo de 2015 la Interpol anunció que giró una orden de captura internacional para Luis Mendizábal, quien ya tenía una orden de captura vigente en Guatemala por el delito de cohecho activo y es señalado por la Comisión Internacional contra la Impunidad en Guatemala de haber tenido comunicación con los otros integrantes de la estructura.  La CICIG lo acusó de haber sido quien se encargó de coordinar con el «bufete facilitador de impunidad», para lograr las supuestas negociaciones con la jueza Marta Sierra de Stalling, a fin de buscar medidas sustitutivas.